# Famille de Schubart
La famille de Schubart est l'une des deux familles collisionnelles identifiées au sein du groupe de Hilda, l'autre étant la famille de Hilda. Elle est nommée d'après son membre le plus grand (1911) Schubart. Une étude publiée en 2015 estime à 352 le nombre d'astéroïdes appartenant à cette famille (contre 409 pour celle de Hilda). Les astéroïdes de ces deux familles sont de type C.
Se reporter à l'article Groupe de Hilda pour plus détails.